# Statmos Larisis
Statmos Larisis – jest to stacja linii 2. Ta stacja ma połączenie z Międzynarodową liną kolei. Następna stacja to Metaksurjio.